# VfR Baumholder
Der VfR Baumholder 1886 ist ein Sportverein aus der rheinland-pfälzischen Stadt Baumholder.
Er hat 1200 Mitglieder in den sechs Sparten Badminton, Fußball, Karate, Schach, Tennis und Turnen und ist damit der größte Verein in Baumholder. Die früher existierenden Sparten Schwerathletik, Leichtathletik, Volleyball und Handball sind – zum Teil seit vielen Jahren – eingeschlafen. 

## Geschichte
Bereits von 1862 bis 1869 existierte in Baumholder ein Turnverein, an den der am 2. September 1886 mit 20 Mitgliedern gegründete T.V. Baumholder unter seinem ersten Vorsitzenden Heinrich Lang anknüpfte. Da eine Turnhalle nicht existierte, wurde im Winter in einem Saal geturnt, im Sommer im Hof des evangelischen Pfarrhauses. 1907 zählte man bereits 220 Mitglieder, seit 1919 bestand innerhalb des Turnvereins eine Fußballabteilung, die sich am 12. Februar 1921 als „Sportverein 21 Baumholder“ ausgründete. Da Unterlagen aus dieser Zeit nicht auffindbar sind, ist unklar, wann genau die Umbenennung in „Verein für Rasensport“ erfolgte.

## Aktuelle Situation
Regionales Aushängeschild des Vereins ist die in der Pfalzliga spielende Schachabteilung des Vereins, während die in den 1950er bis frühen 1990er Jahren immerhin dritt- bzw. viertklassige erste Herren-Fußballmannschaft inzwischen nach einem Abrutschen bis in die achthöchste Spielklasse nach dem Meistertitel 2023 in der Verbandsliga Südwest und dem damit verbundenen Aufstieg in die Oberliga Rheinland-Pfalz/Saar wieder fünftklassig spielt. Deren größter Erfolg war 1959 ein 1:0-Sieg im Pokalspiel gegen den 1. FC Kaiserslautern, der mit Weltmeistern angetreten war. Das Tor für den VfR Baumholder erzielte Jakob Mohr.
In der Stadionanlage im Brühl befinden sich neben Tennisplätzen ein Fußball-Rasenplatz und seit 2008 zusätzlich ein Kunstrasen-Spielfeld.
Die ehemaligen Spieler Gerd Menne und Jürgen Dringelstein machten später Karriere in der Fußball-Bundesliga.
Die Turner betreiben neben Gymnastik und Geräteturnen auch das Cheerleading. Die Tennis-Abteilung unterhält fünf Mannschaften (2014). Seit 1974 existiert die Karate-Sparte, die einen großen Zulauf im Jugendbereich hat. Drei Spielgruppen hat die Badminton-Abteilung, die 2001 gegründet wurde.

In der Vereinschronik sind folgende überregionale Meisterschaften verzeichnet:
- Karl-Horst Böhmer; deutscher Jugendmeister im Gewichtheben in den 1950er Jahren
- Isolde Leonhard; Vizeeuropameisterin im Marathon ihrer Altersklasse im Jahr 1990
- Emmerich Kiss; 5. der Europameisterschaften im Hammerwurf seiner Altersklasse im Jahr 2010 und WM-Teilnehmer 2012